# A.L.B (relojes)
A.L.B Watches es una marca francesa de relojes de lujo. La empresa se llamaba originalmente Atelier Le Brézéguet, pero cambió su nombre en 2012.

## Atelier Le Brézéguet
Atelier Le Brézéguet hace referencia a una localidad de la región francesa de Lot. El taller A.L.B tiene su sede en la zona de Toulouse. Los fundadores son Vincent Candellé Tuheille y Simon-Pierre Delord, dos ingenieros del ICAM (Institut Catholique d'Arts et Métiers).

## Relojes parcialmente impresos en 3D
A.L.B se hizo conocida por su trabajo en el campo de la impresión 3D. Los modelos A.L.B 000 y A.L.B 100 se encuentran entre los primeros en integrar diales impresos en 3D.